# ТЕЦ „Плевен“
ТЕЦ „Плевен“ е топлофикационна електроцентрала в Плевен, България. Тя е основното съоръжение на „Топлофикация – Плевен“, собственост на британката Елизабет Улъм.
Използва се главно и за топлофикация на града чрез развита снабдителна мрежа с около 30 хиляди абоната. Капацитетът за производство на топлинна енергия е 474 MW, а на електроенергия – 68 MW.
Централата е пусната в експлоатация през 1964 година с един парогенератор, който по-късно е спрян. През следващите години са изградени четири други парогенератора, пуснати в експлоатация съответно през 1967, 1972, 1983 и 1989 година. През 1968 година е монтирана първата парна турбина за производство на електроенергия с капацитет 12 MW, последвана от още две през 80-те години. Първоначално работи на мазут, а от 1985 година – на природен газ. През 2007 година е изграден нов когенерационен модул с газова турбина с капацитет за производство на електроенергия от 32 MW.